# Список советских экспонентов, награждённых на Всемирной выставке (1925)

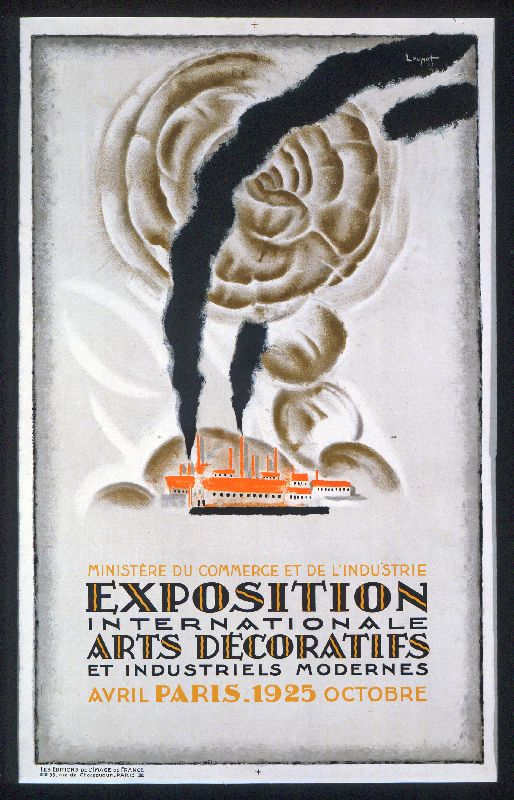
Афиша Всемирной выставки в Париже (1925)

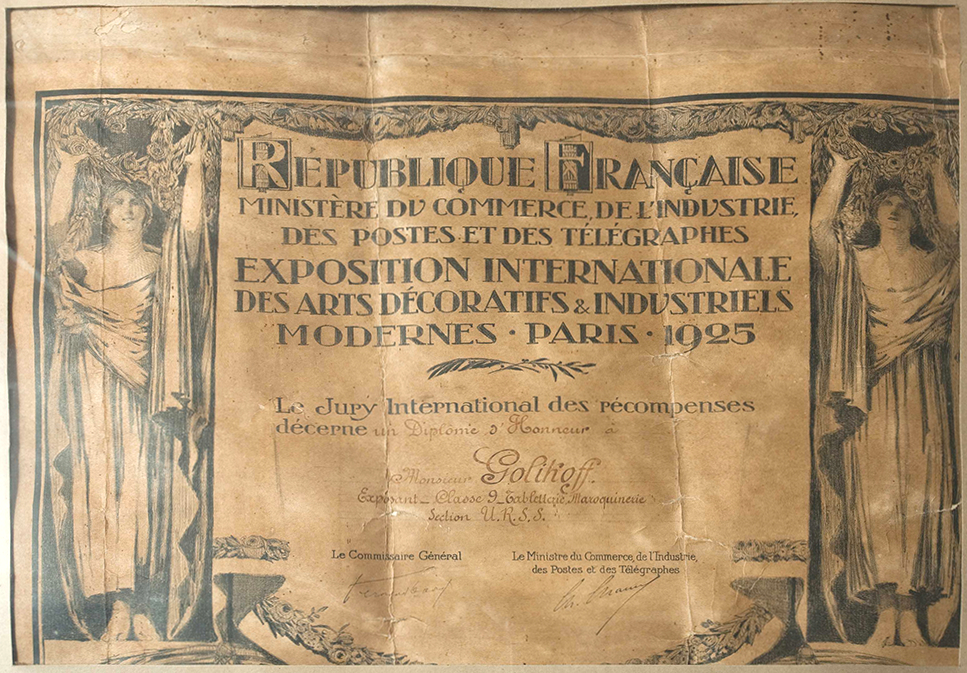
Почётный диплом И. И. Голикова на Всемирной выставке в Париже (1925). Музей палехского искусства

Междунаро́дная вы́ставка совреме́нных декорати́вных и промы́шленных иску́сств (фр. Exposition Internationale des Arts Décoratifs et Industriels Modernes; далее — «Выставка») работала в период с 28 апреля по 25 октября 1925 года в Париже, в ней принимали участие экспоненты из 21 страны, включая СССР.
Конкурсная программа Выставки состояла из 37 секций (классов), делившихся на 5 больших групп: I — архитектура (1—6 классы); II — мебель (7—19 классы); III — одежда (20—24 классы); IV — искусство театра, улиц и садов (25—27 классы); V — образование (28—37 классы). 
Конкурсные награды имели 6 категорий: высшая — Гран При (Diplômes Grand Prix), вторыми по значению были Почётные дипломы (Diplômes d`honneur), затем — Золотые, Серебряные и Бронзовые медали; 6-я категория — Одобрения жюри (Mentions). Конкурсы проводились отдельно по каждой секции Выставки, и соответственно, в каждой секции было учреждено отдельное конкурсное жюри. В 13 из 37 таких жюри были представители СССР. Выставочные экспонаты членов жюри секции не участвовали в конкурсе данной секции, но им могли присуждать Почётные дипломы «вне конкурса». Кроме секционных жюри на Выставке работали и жюри более высокого ранга, по каждой из пяти групп; членом жюри IV группы был Г. Б. Якулов, V группы — Д. П. Штеренберг.

## О принципах составления списка
Список, составленный по материалам официального «Списка наград» (« Exposition internationale des arts décoratifs et industriels modernes, Paris 1925 : Liste des rècompenses »), изданного устроителями Выставки, содержит перечень награждённых экспонентов (участников) Выставки, представлявших СССР. Список составлен по тематическому принципу: награды советских экспонентов распределены по группам и классам конкурсной программы Выставки, внутри каждого из классов награды распределены по категориям их значимости. Фамилии и названия экспонентов (персоналии и организации) при равной значимости присуждённых им наград перечисляются в алфавитном порядке. Информация о названиях экспонатов награждённых участников формируется по данным каталога советского раздела выставки « L’Art Decoratif et Industriel de l’U.R.S.S. » (1925) и дополнительно привлекаемым источникам. В справочно-сравнительных целях по каждому классу приводится информация об общем количестве присуждённых конкурсных наград с разбивкой по категориям.

## Условные сокращения
- ГП — Гран При;
- ПД — Почётный диплом;
- ЗМ — Золотая медаль;
- СМ — Серебряная медаль;
- БМ — Бронзовая медаль;
- О — Одобрение жюри.

## Группа I. «Архитектура»

### Класс I. Архитектура
685 конкурсных наград (ГП—109, ПД—101, ЗМ—167, СМ—128, БМ—115, О—65); основные члены жюри — Г. Якулов, А. Л. Поляков.
| № | Награды           | Экспоненты                             | Экспонаты |
| - | ----------------- | -------------------------------------- | --- |
| 1 | ПД                | А. А. Веснин                           | проект Дворца труда в Москве (1923)                                                                                 |
| 2 | ПД                | В. А. Веснин                           | проект Дворца труда в Москве (1923)                                                                                 |
| 3 | ПД                | Л. А. Веснин                           | проект Дворца труда в Москве (1923)                                                                                 |
| 4 | ПД (вне конкурса) | К. С. Мельников                        | |
| 5 | ПД (вне конкурса) | А. Л. Поляков                          | |
| 6 | ПД (вне конкурса) | Г. Б. Якулов                           | проект и макет памятника 26 бакинским комиссарам                                                                    |
| 7 | ЗМ                | Ассоциация новых архитекторов (Москва) | проект «Красного Стадиона» в Лужниках                                                                               |
| 8 | ЗМ                | И. В. Жолтовский                       | план экспозиции и проекты павильонов для Всероссийской сельскохозяйственной и кустарно-промышленной выставки (1923) |
| 9 | ЗМ                | В. А. Щуко                             | проект и макет памятника 26 бакинским комиссарам                                                                    |

### Класс II. Камень
317 конкурсных наград (ГП—36, ПД—32, ЗМ—54, СМ—89, БМ—83, О—23).
| №  | Награды | Экспоненты                | Экспонаты |
| -- | ------- | ------------------------- | --------- |
| 10 | БМ      | Трест «Русские самоцветы» |           |

### Класс III. Дерево
130 конкурсных наград (ГП—19, ПД—24, ЗМ—22, СМ—27, БМ—30, О—8). СССР — без наград.

### Класс IV. Металл
171 конкурсная награда (ГП—21, ПД—23, ЗМ—35, СМ—55, БМ—26, О—11). СССР — без наград.

### Класс V. Керамика
115 конкурсных наград (ГП—15, ПД—32, ЗМ—32, СМ—23, БМ—5, О—8). СССР — без наград.

### Класс VI. Стекло
177 конкурсных наград (ГП—26, ПД—22, ЗМ—39, СМ—45, БМ—31, О—14). СССР — без наград.

## Группа II. «Мебель»

### Класс VII. Ансамбли мебели
319 конкурсных наград (ГП—76, ПД—59, ЗМ—85, СМ—49, БМ—37, О—13); основной член жюри — П. Садыкер (зам. директора Госторга), дополнительный член жюри — А. Л. Поляков.
| №  | Награды | Экспоненты     | Экспонаты             |
| -- | ------- | -------------- | --------------------- |
| 11 | СМ      | А. М. Родченко | проект Рабочего клуба |

### Класс VIII. Дерево и кожа
419 конкурсных наград (ГП—31, ПД—69, ЗМ—72, СМ—106, БМ—81, О—60); основные члены жюри — Е. И. Прибыльская, Сорокин.
| №  | Награды | Экспоненты                     | Экспонаты |
| -- | ------- | ------------------------------ | --------- |
| 12 | СМ      | Кустари Нижегородской губернии |           |

### Класс IX. Мелкие изделия из дерева и кожи. Роспись
225 конкурсных наград (ГП—20, ПД—35, ЗМ—64, СМ—54, БМ—37, О—15); основной член жюри — Г. К. Лукомский, дополнительный член жюри — Е. И. Прибыльская.
| №  | Награды | Экспоненты                                        | Экспонаты                                                                                                |
| -- | ------- | ------------------------------------------------- | --- |
| 13 | ГП      | Кооператив палехских мастеров                     | |
| 14 | ПД      | И. М. Баканов                                     | |
| 15 | ПД      | И. П. Вакуров                                     | расписные подносы «Крестьянин», «Деревня сегодня»                                                        |
| 16 | ПД      | А. А. Глазунов                                    | |
| 17 | ПД      | И. И. Голиков                                     | расписной поднос «Пахарь»                                                                                |
| 18 | ПД      | Госторг РСФСР                                     | |
| 19 | ПД      | Декоративный институт (Ленинград)                 | |
| 20 | ПД      | А. В. Котухин                                     | |
| 21 | ПД      | И. В. Маркичев                                    | |
| 22 | ПД      | Мосэкуст (Московская кустарно-экспортная контора) | |
| 23 | ПД      | П. П. Соколов-Скаля                               | |
| 24 | ПД      | Центральный кустарный музей (Москва)              | |
| 25 | ЗМ      | А. И. Артемьев                                    | |
| 26 | ЗМ      | Н. Д. Бартрам                                     | |
| 27 | ЗМ      | К. А. Будкин                                      | |
| 28 | ЗМ      | И. П. Вакуров                                     | |
| 29 | ЗМ      | А. А. Вольтер                                     | расписные подносы и тарелки: «Дом Союза», «Боец Красной Армии», «Портрет Г. Зиновьева»                   |
| 30 | ЗМ      | В. П. Ворносков                                   | |
| 31 | ЗМ      | Вятские кустари                                   | |
| 32 | ЗМ      | В. М. Голицын                                     | |
| 33 | ЗМ      | Н. М. Гущин                                       | |
| 34 | ЗМ      | А. Н. Дурново                                     | расписные шкатулки и балалайки                                                                           |
| 35 | ЗМ      | А. Е. Куликов                                     | расписной поднос с изображением сцены трудовой жизни, блюдо «Воробьёвы горы», акварель «Деревня сегодня» |
| 36 | ЗМ      | Б. Н. Ланге                                       | |
| 37 | ЗМ      | Мастерская Семёновской школы                      | |
| 38 | ЗМ      | А. Т. Матвеев                                     | |
| 39 | ЗМ      | П. И. Спасский                                    | |
| 40 | ЗМ      | А. А. Суворов                                     | портсигар «Боец Красной Армии»                                                                           |
| 41 | ЗМ      | Е. Г. Теляковский                                 | |
| 42 | ЗМ      | Н. Г. Тихонов                                     | |
| 43 | ЗМ      | В. В. Хвостенко                                   | расписной поднос «Прощание с бойцом Красной Армии»                                                       |
| 44 | СМ      | Вишняковская артель (Федоскино)                   | |
| 45 | СМ      | Мастерская золотошвейной школы (Торжок)           | |
| 46 | СМ      | Федоскинская артель                               | |

### Класс X. Металл
721 конкурсная награда (ГП—62, ПД—96, ЗМ—161, СМ—184, БМ—136, О—82)
| №  | Награды | Экспоненты                      | Экспонаты |
| -- | ------- | ------------------------------- | --------- |
| 47 | О       | Трест силикатной промышленности |           |

### Класс XI. Керамика
368 конкурсных наград (ГП—35, ПД—58, ЗМ—85, СМ—113, БМ—47, О—30); основные члены жюри — Г. К. Лукомский, С. Лукьянов (административный директор Госторга).
| №  | Награды | Экспоненты                                                               | Экспонаты |
| -- | ------- | ------------------------------------------------------------------------ | --- |
| 48 | ЗМ      | Р. Т. Вильде                                                             | |
| 49 | ЗМ      | Д. Д. Иванов                                                             | фарфоровые скульптуры: «Жар-птица», «Иван-царевич». (1920—1921)                                                                                     |
| 50 | ЗМ      | Ленинградский фарфоровый завод                                           | |
| 51 | ЗМ      | А. Т. Матвеев                                                            | фарфоровые скульптуры: «Обнаженная», «Сидящая», «Женщина с чашкой» (1923—1924)                                                                      |
| 52 | ЗМ      | С. В. Чехонин                                                            | |
| 53 | СМ      | Н. Я. Данько                                                             | фарфоровые скульптуры: «Деревенский тур», «Приятное приключение», «Боец Красной Армии», «Матрос», «Женщина-милиционер», «Комбайн» и др. (1916—1922) |
| 54 | СМ      | Дмитровский фарфоровый завод                                             | |
| 55 | СМ      | Трест «Новгубфарфор»(бывший фарфоровый завод М. С. Кузнецова на Волхове) | |

### Класс XII. Стекло
107 конкурсных наград (ГП—13, ПД—21, ЗМ—26, СМ—27, БМ—15, О—5).
| №  | Награды | Экспоненты                      | Экспонаты |
| -- | ------- | ------------------------------- | --------- |
| 56 | БМ      | Трест силикатной промышленности |           |

### Класс XIII. Текстиль
994 конкурсные награды (ГП—139, ПД—178, ЗМ—272, СМ—191, БМ—143, О—71); основной член жюри — Л. Н. Гольдштейн (коммерческий директор Госторга), дополнительный член жюри — Г. К. Лукомский.
| №  | Награды | Экспоненты                                             | Экспонаты |
| -- | ------- | ------------------------------------------------------ | --- |
| 57 | ПД      | Верхне- и Нижне-Ландековские артели                    | |
| 58 | ПД      | Крестецкое кустарное сельскохозяйственное товарищество | |
| 59 | ЗМ      | Первое женское вятское товарищество                    | |
| 60 | СМ      | Т. Н. Александрова-Дольник                             | |
| 61 | СМ      | Вологодский союз                                       | |
| 62 | СМ      | Московский шелковый трест                              | |
| 63 | СМ      | Украинские кустари                                     | |
| 64 | БМ      | Крымские кружева                                       | расшитые золотом и серебром женский и мужской национальные костюмы, а также традиционная обувь: сафьяновые туфли и деревянные туфли-ходули |
| 65 | БМ      | Ленинградский текстильный трест                        | |
| 66 | БМ      | Узбекские шелковые изделия                             | |
| 67 | О       | Егорьево-Раменский трест                               | |
| 68 | О       | Иваново-Вознесенский трест                             | |
| 69 | О       | Камвольный трест                                       | |
| 70 | О       | Краснопресненский трест                                | |
| 71 | О       | Кустари русского Севера                                | |
| 72 | О       | Серпуховский трест                                     | |
| 73 | О       | Тверской трест                                         | |

### Класс XIV. Бумага
325 конкурсных наград (ГП—32, ПД—30, ЗМ—49, СМ—91, БМ—86, О—37). СССР — без наград.

### Класс XV. Книга
469 конкурсных наград (ГП—55, ПД—61, ЗМ—117, СМ—108, БМ—74, О—54); основные члены жюри — И. М. Рабинович, С. М. Ромов, дополнительные члены жюри — Гринфельд, Членов.
| №  | Награды           | Экспоненты                                                  | Экспонаты                                              |
| -- | ----------------- | ----------------------------------------------------------- | ------------------------------------------------------ |
| 74 | ГП                | А. И. Кравченко                                             |                                                        |
| 75 | ГП                | В. А. Фаворский                                             |                                                        |
| 76 | ПД                | Госиздат РСФСР                                              |                                                        |
| 77 | ПД (вне конкурса) | И. М. Рабинович                                             |                                                        |
| 78 | ЗМ                | Н. И. Альтман                                               |                                                        |
| 79 | ЗМ                | Ю. П. Анненков                                              |                                                        |
| 80 | ЗМ                | Гознак                                                      |                                                        |
| 81 | ЗМ                | Н. Н. Купреянов                                             |                                                        |
| 82 | ЗМ                | С. В. Чехонин                                               |                                                        |
| 83 | СМ                | «Аквилон» (издательство)                                    |                                                        |
| 84 | СМ                | Е. Д. Белуха                                                |                                                        |
| 85 | СМ                | Н. В. Ильин                                                 |                                                        |
| 86 | СМ                | Комитет популяризации художественных изданий (издательство) |                                                        |
| 87 | СМ                | В. В. Лебедев                                               |                                                        |
| 88 | СМ                | А. Н. Лео                                                   |                                                        |
| 89 | СМ                | Д. И. Митрохин                                              |                                                        |
| 90 | СМ                | А. М. Родченко                                              | иллюстрации к поэме В. В. Маяковского «Про это» (1923) |
| 91 | СМ                | С. Фотинский                                                |                                                        |
| 92 | БМ                | В. И. Кузнецов                                              |                                                        |
| 93 | БМ                | А. П. Остроумова-Лебедева                                   |                                                        |
| 94 | БМ                | «Радуга» (издательство)                                     |                                                        |
| 95 | БМ                | В. Д. Фалилеев                                              |                                                        |
| 96 | О                 | «Товарищество Р. Голике, А. Вильборг» (издательство)        |                                                        |

### Класс XVI. Игры и игрушки
158 конкурсных наград (ГП—18, ПД—24, ЗМ—27, СМ—31, БМ—35, О—23); основные члены жюри — Е. И. Прибыльская, Сорокин.
| №   | Награды | Экспоненты                        | Экспонаты                                                                            |
| --- | ------- | --------------------------------- | ------------------------------------------------------------------------------------ |
| 97  | ГП      | Мосэкуст                          |                                                                                      |
| 98  | ПД      | Мастерская Музея игрушки (Москва) |                                                                                      |
| 99  | ЗМ      | Н. Д. Бартрам                     |                                                                                      |
| 100 | ЗМ      | Богородские кустари               | макет современной электрифицированной деревни                                        |
| 101 | ЗМ      | В. Р. Ворносков                   |                                                                                      |
| 102 | ЗМ      | А. Н. Дурново                     |                                                                                      |
| 103 | ЗМ      | Подольские кустари                |                                                                                      |
| 104 | ЗМ      | Сергиевская артель игрушечников   |                                                                                      |
| 105 | СМ      | В. М. Голицын                     |                                                                                      |
| 106 | СМ      | Н. В. Иванов                      |                                                                                      |
| 107 | СМ      | И. Колыванов                      |                                                                                      |
| 108 | СМ      | Кооператив «Всё для ребёнка»      |                                                                                      |
| 109 | СМ      | Б. М. Ланге                       |                                                                                      |
| 110 | СМ      | Московская кустарный техникум     |                                                                                      |
| 111 | СМ      | И. И. Овешков                     |                                                                                      |
| 112 | СМ      | Олонецкая техническая школа       |                                                                                      |
| 113 | СМ      | Сёстры Быковские                  |                                                                                      |
| 114 | СМ      | В. И. Соколов                     |                                                                                      |
| 115 | СМ      | П. И. Спасский                    |                                                                                      |
| 116 | СМ      | Е. Г. Теляковский                 |                                                                                      |
| 117 | БМ      | И. П. Вакуров                     |                                                                                      |
| 118 | БМ      | А. А. Вольтер                     | портретные фигурки из папье-маше: Калинин, Ленин в детстве, Крупская, Рыков, Чичерин |
| 119 | БМ      | Л. М. Даценко                     | куклы для чайников                                                                   |
| 120 | БМ      | А. М. Изергина                    | куклы «Народы России» на карте СССР                                                  |
| 121 | БМ      | Кооператив инвалидов «Вико»       |                                                                                      |
| 122 | БМ      | А. Е. Куликов                     |                                                                                      |
| 123 | БМ      | О. В. Слюсаренко                  |                                                                                      |
| 124 | БМ      | П. И. Спасский                    |                                                                                      |
| 125 | БМ      | Н. Г. Тихонов                     |                                                                                      |
| 126 | БМ      | Е. Ф. Цветаева                    | куклы «Дети Новой России», подушки вышитые цветами                                   |

### Класс XVII. Научные приборы
83 конкурсные награды (ГП—21, ПД—26, ЗМ—29, СМ—5, БМ—1, О—1). СССР — без наград.

### Класс XVIII. Музыкальные инструменты
27 конкурсных наград (ГП—5, ПД—4, ЗМ—8, СМ—4, БМ—3, О—3). СССР — без наград.

### Класс XIX. Транспортные средства
41 конкурсная награда (ГП—8, ПД—9, ЗМ—8, СМ—12, БМ—4, О—0). СССР — без наград.

## Группа III. «Одежда»

### Класс XX. Одежда
220 конкурсных наград (ГП—24, ПД—40, ЗМ—63, СМ—63, БМ—14, О—16).
| №   | Награды | Экспоненты     | Экспонаты                                                |
| --- | ------- | -------------- | -------------------------------------------------------- |
| 127 | ГП      | Мосэкуст       | коллекция платьев Н. П. Ламановой (сотрудницы Мосэкуста) |
| 128 | ПД      | Н. П. Ламанова | авторская коллекция платьев                              |
| 129 | ЗМ      | Н. Я. Давыдова | рисунки вышивок для изделий Н. П. Ламановой              |

### Класс XXI. Аксессуары одежды
346 конкурсных наград (ГП—37, ПД—115, ЗМ—111, СМ—58, БМ—21, О—4). СССР — без наград.

### Класс XXII. Цветы, перья, образы
79 конкурсных наград (ГП—18, ПД—13, ЗМ—24, СМ—15, БМ—6, О—3). СССР — без наград.

### Класс XXIII. Парфюмерия
45 конкурсных наград (ГП—2, ПД—5, ЗМ—10, СМ—9, БМ—6, О—13). СССР — без наград.

### Класс XXIV. Бижутерия, ювелирные украшения
135 конкурсных наград (ГП—20, ПД—18, ЗМ—24, СМ—23, БМ—33, О—17). СССР — без наград.

## Группа IV. «Искусство театра, улиц и садов»

### Класс XXV. Театральное искусство
99 конкурсных наград (ГП—17, ПД—18, ЗМ—39, СМ—16, БМ—7, О—2); вице-президент жюри — Г. Б. Якулов, основные члены жюри — В. Э. Мориц, И. М. Рабинович, дополнительный член жюри — С. М. Ромов.
| №   | Награды           | Экспоненты                                | Экспонаты |
| --- | ----------------- | ----------------------------------------- | --- |
| 130 | ГП                | Большой театр                             | |
| 131 | ГП                | Московский Камерный театр                 | |
| 132 | ГП                | Театр Вс. Мейерхольда                     | |
| 133 | ГП                | Музыкальная студия Художественного театра | |
| 134 | ПД                | А. А. Веснин                              | макеты декораций, костюмы, эскизы костюмов, рисунки к нескольким постановкам (Московский Камерный театр, 1920—1923)                                   |
| 135 | ПД                | Студия им. Евг. Вахтангова                | |
| 136 | ПД                | ГОСЕТ                                     | |
| 137 | ПД                | Театр Революции                           | |
| 138 | ПД                | Ф. Ф. Федоровский                         | макет декорации и костюма к опере «Лоэнгрин» Р. Вагнера (Большой театр, 1923)                                                                         |
| 139 | ПД (вне конкурса) | И. М. Рабинович                           | макеты декораций, эскизы декораций и костюмов к нескольким постановкам (ГОСЕТ, Театр «Комедия», Музыкальная студия Художественного театра, 1920—1923) |
| 140 | ПД (вне конкурса) | Г. Б. Якулов                              | макет декорации к оперетте «Жирофле-Жирофля» Ш. Лекока (Московский Камерный театр, 1922)                                                              |
| 141 | ЗМ                | А. В. Лентулов                            | макет декорации и эскизы костюмов к нескольким постановкам (Театр Московского совета, 1919)                                                           |
| 142 | ЗМ                | И. И. Нивинский                           | макеты и эскизы декораций, костюмов к нескольким постановкам (Студия Вахтангова, Вторая студия МХТ, 1922—1924)                                        |
| 143 | ЗМ                | Театр «Березиль» (Киев)                   | макеты к спектаклю «Секретарь профсоюза» (художник В. Г. Меллер, 1924)                                                                                |
| 144 | ЗМ                | Театр «Комедия» (б. Корша)                | |
| 145 | ЗМ                | В. А. Шестаков                            | макеты декораций к нескольким постановкам (Театр Революции, 1923—1924)                                                                                |
| 146 | ЗМ                | А. А. Экстер                              | макет декорации и эскизы костюмов к спектаклю «Саломея» О. Уайльда (Московский Камерный театр, 1917)                                                  |
| 147 | СМ                | К. А. Вялов                               | макеты декорации и эскизы костюмов к нескольким постановкам (Театр Революции, 1923—1924)                                                              |
| 148 | СМ                | Д. Н. Кардовский                          | эскизы декораций и костюмов к нескольким постановкам (Малый театр, 1920—1924)                                                                         |
| 149 | СМ                | Ленинградский театр юных зрителей         | |
| 150 | СМ                | Б. А. Фердинандов                         | макет костюмов к спектаклю «Царь Эдип» Софокла (Опытно-героический театр, 1921)                                                                       |
| 151 | СМ                | Б. Р. Эрдман                              | макеты декораций и эскизы костюмов к нескольким постановкам (Опытно-героический театр, 1921)                                                          |

### Класс XXVI. Искусство улицы
379 конкурсных наград (ГП—47, ПД—79, ЗМ—134, СМ—77, БМ—33, О—9); основной член жюри — Г. Нашатырь (G. Nachatyr).
| №   | Награды | Экспоненты                        | Экспонаты                            |
| --- | ------- | --------------------------------- | ------------------------------------ |
| 152 | ПД      | Госиздат РСФСР                    |                                      |
| 153 | ПД      | М. В. Доброковский                |                                      |
| 154 | ПД      | Б. М Кустодиев                    |                                      |
| 155 | ПД      | М. В. Ушаков-Поскочин             |                                      |
| 156 | ЗМ      | Декоративный институт (Ленинград) |                                      |
| 157 | ЗМ      | А. А. Радаков                     |                                      |
| 158 | ЗМ      | А. Н. Самохвалов                  |                                      |
| 159 | ЗМ      | А. И. Страхов                     |                                      |
| 160 | СМ      | А. М. Лавинский                   | проект и макет избы-читальни         |
| 161 | СМ      | В. В. Лебедев                     |                                      |
| 162 | СМ      | В. В. Маяковский                  | рекламные плакаты                    |
| 163 | СМ      | Национальный плакат               |                                      |
| 164 | СМ      | А. М. Родченко                    | плакаты с текстами В. В. Маяковского |
| 165 | СМ      | В. С. Сварог                      |                                      |
| 166 | БМ      | М. З. Левин                       |                                      |
| 167 | БМ      | И. И. Нивинский                   |                                      |
| 168 | БМ      | Д. Я. Пыхов                       |                                      |
| 169 | О       | Д. Моор                           |                                      |
| 170 | О       | И. В. Симаков                     |                                      |

### Класс XXVII. Парковое искусство. Садоводство
248 конкурсных наград (ГП—13, ПД—15, ЗМ—43, СМ—88, БМ—75, О—14). СССР — без наград.

## Группа V. «Образование»

### Класс XXVIII. Художественное обучение
231 конкурсная награда (ГП—83, ПД—54, ЗМ—45, СМ—29, БМ—13, О—7); основные члены жюри — А. Л. Поляков, Д. П. Штеренберг, дополнительный член жюри — И. М. Рабинович.
| №   | Награды | Экспоненты                        | Экспонаты |
| --- | ------- | --------------------------------- | --------- |
| 171 | ПД      | ВХУТЕМАС (Москва)                 |           |
| 172 | ПД      | Декоративный институт (Ленинград) |           |

### Класс XXIX. Камень
26 конкурсных наград (ГП—3, ПД—6, ЗМ—8, СМ—7, БМ—2, О—0); вице-президент жюри — Д. П. Штеренберг, дополнительный член жюри — А. Л. Поляков.
| №   | Награды | Экспоненты         | Экспонаты |
| --- | ------- | ------------------ | --------- |
| 173 | ЗМ      | Уральский техникум |           |

### Класс XXX. Дерево
85 конкурсных наград (ГП—8, ПД—21, ЗМ—34, СМ—18, БМ—4, О—0). СССР — без наград.

### Класс XXXI. Металл
159 конкурсных наград (ГП—15, ПД—42, ЗМ—45, СМ—36, БМ—14, О—7). СССР — без наград.

### Класс XXXII. Керамика
32 конкурсные награды (ГП—8, ПД—9, ЗМ—7, СМ—5, БМ—3, О—0). СССР — без наград.

### Класс XXXIII. Стекло
50 конкурсных наград (ГП—6, ПД—8, ЗМ—18, СМ—10, БМ—2, О—6). СССР — без наград.

### Класс XXXIV. Текстиль
121 конкурсная награда (ГП—20, ПД—14, ЗМ—45, СМ—35, БМ—6, О—1). СССР — без наград.

### Класс XXXV. Бумага
48 конкурсных наград (ГП—14, ПД—16, ЗМ—8, СМ—9, БМ—1, О—0). СССР — без наград.

### Класс XXXVI. Разные материалы
48 конкурсных наград (ГП—6, ПД—12, ЗМ—15, СМ—9, БМ—6, О—0). СССР — без наград.

### Класс XXXVII. Фотография, кинематография
111 конкурсных наград (ГП—16, ПД—29, ЗМ—35, СМ—12, БМ—14, О—5).
| №   | Награды | Экспоненты             | Экспонаты                     |
| --- | ------- | ---------------------- | ----------------------------- |
| 174 | ПД      | М. С. Наппельбаум      |                               |
| 175 | ПД      | Я. А. Протазанов       | фильм «Аэлита»                |
| 176 | ЗМ      | Н. П. Андреев          |                               |
| 177 | ЗМ      | Д. Н. Бассалыго        | фильм «Из искры пламя» (1924) |
| 178 | ЗМ      | И. А. Боханов          |                               |
| 179 | ЗМ      | А. Д. Гринберг         |                               |
| 180 | ЗМ      | Д. П. Демуцкий         |                               |
| 181 | ЗМ      | Н. И. Свищов-Паола     |                               |
| 182 | ЗМ      | А. Д. Штеренберг       |                               |
| 183 | ЗМ      | П. И. Шумов            |                               |
| 184 | ЗМ      | С. М. Эйзенштейн       | фильм «Стачка»                |
| 185 | СМ      | Дзига Вертов           | фильм «Кино-глаз»             |
| 186 | БЗ      | А. И. Горнштейн        |                               |
| 187 | БЗ      | Ю. П. Ерёмин           |                               |
| 188 | БЗ      | А. Г. Новиков          |                               |
| 189 | БЗ      | Н. А. Петров           |                               |
| 190 | БЗ      | Е. О. Пиотрковский     |                               |
| 191 | О       | А. А. Иванов-Терентьев |                               |
| 192 | О       | Г. А. Туллер           |                               |
| 193 | О       | Ю. П. Щукин            |                               |

## Сводные данные по награждённым экспонентам
Советские экспоненты получили 187 конкурсных наград (из 8313 — общего количества присуждённых на Выставке), в том числе: 9 Гран При (из 1098), 32 Почётных диплома (из 1418), 60 Золотых медалей (из 2060), 45 Серебряных медалей (из 1861), 27 Бронзовых медалей (из 1249), 14 Одобрений жюри (из 627). 
Ещё 6 Почётных дипломов были присуждены советским экспонентам «вне конкурса»: 5 дипломов, согласно регламенту Выставки, членам жюри в классах «Архитектура», «Книга» и «Театральное искусство», представившим свои экспонаты во внеконкурсной программе данных классов, и 1 диплом — архитектору К. С. Мельникову (№№ 4,5,6,77,139,140 настоящего списка). Однако существуют сведения о том, что Почётных дипломов «вне конкурса» было получено больше: в классе «Архитектура» — А. М. Родченко, в классе «Ансамбли мебели» — И. М. Рабинович, в классе «Книга» — Д. П. Штеренберг (экспонировавший свои работы также и во внеконкурсной программе по классу «Архитектура»).